# Ostanovite Potapova!
Ostanovite Potapova! è un cortometraggio del 1974 diretto da Vadim Abdrashitov.

## Trama
Potapov, membro di un istituto di ricerca scientifica, è un bugiardo patologico ma non se ne rende conto.